# 외솔기념관
외솔기념관(외솔念財館)은 대한민국 울산광역시에 위치한 기념관이다. 독립운동가이자 한글학자인 외솔 최현배의 업적을 기리기 위해 2010년 3월 23일 개관하였했으며, 최현배의 저서와 유품 등이 전시된 외솔실과 한글서적들을 열람할 수 있는 한글실 및 체험실, 영상실, 모둠실 등이 준비되어 있다.